# Unmasked
Albums de Kiss
Dynasty
(1979) Music from "The Elder"
(1981)
Unmasked' est le 8e album studio du groupe Kiss, paru en 1980 sous Casablanca Records. Cet album est le dernier de la formation originale du groupe (Paul Stanley, Gene Simmons, Ace Frehley et Peter Criss), bien que Criss n'ait pas du tout participé à sa réalisation ni à son enregistrement. Comme sur l'album précédent, Dynasty, c'est Anton Fig qui a interprété toutes les parties de batterie. Criss sera ensuite congédié avant que le groupe ne parte en tournée.
L'album atteint la 35e place au Billboard 200 et a été certifié Disque d'or par la RIAA le 30 juillet 1980. Bien que ces résultats restent bons, ils sont très inférieurs à ceux des albums précédents.
Comme sur Dynasty, Ace Frehley occupe plus de place qu'à l’accoutumée et assure le chant sur trois titres, dont le single Talk To Me.
Le groupe a tourné une vidéo promotionnelle pour Shandi, avec Peter Criss. Ce fut la dernière contribution de Criss en tant que batteur de Kiss avant la reformation de 1996. Il sera remplacé dès la tournée promotionnelle de l'album par Eric Carr, qui restera membre du groupe jusqu'à sa mort en 1991. Cette tournée s’avérera par la suite être la dernière à laquelle Frehley aura participé avant 1996.
Au fil du temps, les chansons de cet album ont été ignorées en live, à l'exception du titre Shandi, qui a été jouée sur quelques tournées. Talk To Me a été jouée durant la dernière partie du Farewell Tour, juste avant le second départ d'Ace Frehley.

## Composition du groupe
- Paul Stanley - chants, guitare rythmique, basse sur Tomorrow, guitare solo sur Shandi.
- Gene Simmons - chants, basse
- Ace Frehley - chants, guitare solo, basse sur Talk to Me, Two Sides of the Coin & Torpedo Girl.
- Peter Criss - batterie, percussions (crédité mais n'apparait que dans le clip de Shandi).

### Musiciens additionnels
- Tom Harper - basse sur Shandi
- Anton Fig - batterie (non crédité)
- Vini Poncia - claviers, percussions, producteur
- Holly Knight - Claviers sur Shandi

## Liste des titres
| A1. | Is That You?                   | McMahon                         | Paul Stanley | 3:55 |
| A2. | Shandi                         | Poncia, Stanley                 | Paul Stanley | 3:33 |
| A3. | Talk To Me                     | Frehley                         | Ace Frehley  | 4:00 |
| A4. | Naked City                     | Poncia, Simmons, Kulick, Castro | Gene Simmons | 3:49 |
| A5. | What Makes The World Go 'Round | Poncia, Stanley                 | Paul Stanley | 4:14 |

| B1. | Tomorrow               | Poncia, Stanley | Paul Stanley | 3:16 |
| B2. | Two Sides Of The Coin  | Frehley         | Ace Frehley  | 3:15 |
| B3. | She's So European      | Poncia, Simmons | Gene Simmons | 3:30 |
| B4. | Easy As It Seems       | Poncia, Stanley | Paul Stanley | 3:24 |
| B5. | Torpedo Girl           | Poncia, Frehley | Ace Frehley  | 3:31 |
| B6. | You're All That I Want | Poncia, Simmons | Gene Simmons | 3:04 |

## Charts
| Pays             | Charts            | Position | Réf    |
| ---------------- | ----------------- | -------- | ------ |
| États-Unis       | Billboard 200     | 35       | [ 4 ]  |
| Canada           | RPM               | 12       | [ 6 ]  |
| Royaume-Uni      | UK Albums Chart   | 48       | [ 7 ]  |
| Autriche         | Ö3 Austria Top 40 | 3        | [ 8 ]  |
| Suède            | Sverigetopplistan | 17       | [ 9 ]  |
| Norvège          | VG-lista          | 1        | [ 10 ] |
| Nouvelle-Zélande | Rianz             | 1        | [ 11 ] |

## Format
| Année | Pays        | Format         | Catalogue     | Label                |
| ----- | ----------- | -------------- | ------------- | -------------------- |
| 1980  | États-Unis  | Vinyle         | NBLP 7225     | Casablanca           |
| 1980  | Argentine   | Vinyle         | 6302 032 6124 | Casablanca Phonogram |
| 1980  | Australie   | Cassette audio | 7144 032      | Casablanca PolyGram  |
| 1980  | Espagne     | Vinyle         | 63 02 032     | Casablanca           |
| 1980  | Royaume-Uni | Vinyle         | 6302 032      | Mercury              |
| 1980  | Yougoslavie | Vinyle         | LL0662        | RTV Ljubljana        |
| 1980  | Pays-Bas    | Vinyle         | 6302 032      | Casablanca PhonoGram |
| 1980  | Canada      | Vinyle         | NBLP 7225     | Casablanca           |
| 1980  | Italie      | Vinyle         | CALP 5062     | Casablanca           |
| 1980  | Colombie    | Vinyle         | 6302032       | Casablanca           |
| 1986  | Japon       | CD ,           | P33C-20010    | Casablanca           |
| 1989  | Japon       | CD ,           | PPD-8009      | Mercury              |